# Doubt (manga)
Doubt (-ダウト-, Dauto), ook Rabbit Doubt (ラビット·ダウト, Rabitto Dauto), is een shonen horror manga geschreven en getekend door Yoshiki Tonogai. De serie steunt op een smartphonespel, "Rabbit Doubt", met regels die lijken op die van Mafia. De spelers moeten de wolf vinden, een moordenaar die zich in de groep konijnen heeft verborgen. De wolf vermoordt hun immers een na een. In de manga ontdekken de zes personages dat ze opgesloten zitten in een gebouw waar een van hun al dood is. Om te vermijden dat ze ook worden vermoord, moet ze het spel "Rabbit Doubt" in werkelijkheid spelen en de wolf vinden.
De manga werd de eerste keer als feuilleton gepubliceerd in Square Enix's Monthly Shōnen Gangan vanaf 12 juli 2007. Hij liep tot 12 februari 2009. Square Enix bracht het eerste deel uit op 22 december 2007, en het vierde en laatste deel op 12 februari 2009. De serie werd vervolgd door Judge (ジャッジ, Jajji).

## Verhaal
Doubt draait rond een verzonnen smartphonespel genaamd "Rabbit Doubt", waarin de spelers konijnen zijn in een kolonie. Een van de spelers wordt willekeurig gekozen om de wolf te zijn, die in de kolonie is geïnfiltreerd. In elke ronde moeten de konijnen raden wie de wolf is, omdat de konijnen een na één door de wolf worden opgegeten.
In het verhaal spreken vier spelers van het spel "Rabbit Doubt" Yū Aikawa, Eiji Hoshi, Haruka Akechi, Rei Hazama en een niet-speler Mitsuki Hōyama af om samen uit te gaan. Ze worden bewusteloos geslagen en ontwaken in een verlaten huis, waar ze Hajime Komaba ontmoeten en ontdekken dat Rei op een pijnlijk manier is opgehangen en vermoord. Ze vinden Rei's telefoon en beseffen dat ze "Rabbit Doubt" in werkelijkheid moeten spelen. Om te overleven moeten ze de wolf, die ervan beschuldigd wordt een leugenaar te zijn, vinden.
Bijna alle deuren zijn gesloten, maar ze hebben wel een mogelijkheid om deuren te openen, alleen zijn die mogelijkheden erg beperkt en moeten ze goed oppassen hoe ze die gebruiken. Ze proberen dus niet alleen de wolf te vinden, maar tegelijk ook uit het gebouw te ontsnappen. Wat dat betreft wijkt hun situatie af van het spel Doubt, maar het maakt het hun niet gemakkelijker.
Het verhaal ontwikkelt zich in de eerste delen als een tamelijk normale thriller over een groep vrienden die opgesloten worden en met de dood bedreigd zijn, en geleidelijk elkaar beginnen te wantrouwen, maar de grote ontknoping in het vierde en laatste deel zet alles op zijn kop.

## Media
Scenario en tekeningen: Yoshiki Tonogai, de hoofdstukken van Doubt werden gepubliceerd in Square Enix's Monthly Shōnen Gangan vanaf 12 juli 2007. De reeks stopte op 12 februari 2009 met het 20e hoofdstuk. Eén hoofdstuk werd ook opgenomen in het tijdschrift in mei 2009 om te herinneren aan de aanpassing tot een luisterspel in Japan, dat op de radio en op cd verscheen, op 27 mei 2009. Het vervolg heet Judge. Het begon in Monthly Shōnen Gangan in januari 2010.
De aparte hoofdstukken werden gepubliceerd in tankōbon door Square Enix. Het eerste deel verscheen op 22 december 2007. Het tweede deel op 22 mei 2008. Het derde op 22 oktober 2008. Het vierde en laatste deel op 22 mei 2009. De Franse uitgave was onder licentie van Ki-oon.
De Nederlandse uitgave verscheen bij Kana van Ballon Media.

## Receptie
Het vierde deel werd 14e in de top 30 van manga's in Japan in de week van 18 tot 22 mei 2009. Er werden 45.770 exemplaren in die week verkocht. De volgende week, 25 tot 30 mei 2009, steeg het deel naar de 10e plaats en werden er nog 47.323 exemplaren verkocht.